# Prisonniers de la tempête
Pour plus de détails, voir Fiche technique et Distribution.
Prisonniers de la tempête (titre original, Prisoners of the Storm) est un film muet américain réalisé par Lynn Reynolds, sorti en 1926.
Remake du film The Girl Who Wouldn't Quit (en) réalisé par Edgar Jones (en), avec Louise Lovely et Henry A. Barrows, sorti en 1918, il s'agit de la seconde adaptation de la nouvelle de James Oliver Curwood The Quest of Joan.

## Fiche technique
- Titre : Prisonniers de la tempête
- Titre original : Prisoners of the Storm
- Réalisation : Lynn Reynolds
- Scénario : Charles Logue, d'après la nouvelle The Quest of Joan de James Oliver Curwood
- Photographie : Gilbert Warrenton
- Producteur : Carl Laemmle
- Société de production :  Universal Film Manufacturing Company
- Société de distribution :  Universal Film Manufacturing Company
- Pays de production :  États-Unis
- Langue : film muet avec les intertitres en anglais
- Métrage : 1 860 m (6 bobines)
- Format : Noir et blanc — 35 mm — 1,33:1 — Muet
- Genre : Film dramatique
- Durée : 66 minutes (1 h 6)
- Dates de sortie : 
  - États-Unis : 24 novembre 1926
  - Royaume-Uni : 4 avril 1927

## Distribution
- House Peters : 'Bucky' Malone
- Peggy Montgomery : Joan Le Grande
- Walter McGrail : Sergeant McClellan
- Harry Todd : Pete Le Grande
- Fred DeSilva : Dr. Chambers
- Clark Comstock : Angus McLynn
- Evelyn Selbie : Lillian Nicholson